# Москера, Хайро
Ха́йро Андре́с Моске́ра Мендо́са (исп. Jairo Andrés Mosquera Mendoza; 2 мая 1986, Медельин) — колумбийский футболист, полузащитник.
Воспитанник футбольной академии из города Медельин. В Кубке Латвии сыграл 2 матча. В Кубке России сыграл 2 матча, забил 2 гола. Забил гол в Кубке России московскому «Спартаку».

## Достижения
«Гуарани»
- Чемпион Парагвая: Апертура 2010
- Бронзовый призёр чемпионата Парагвая: Клаусура 2009

«Спартак»
- Бронзовый призёр Первой лиги Латвии: 2011